# Pseudotriphyllopsis inseriata
Pseudotriphyllopsis inseriata is een keversoort uit de familie boomzwamkevers (Mycetophagidae). De wetenschappelijke naam van de soort werd in 1996 gepubliceerd door Nikitsky.